# ريان بلوك
ريان بلوك (بالإنجليزية: Ryan Block)‏ هو صحفي أمريكي، ولد في 25 يونيو 1982.